# 卡德斯威奇 (阿拉巴馬州)
卡德斯威奇（英語：Card Switch）是一個位於美國阿拉巴馬州傑克遜縣的非建制地區。該地的面積和人口皆未知。

## 地理
卡德斯威奇的座標為34°52′22″N 85°51′50″W / 34.87277°N 85.86388°W，而該地的平均海拔高度為196米（即643英尺）。